# Hildegard Rogel
Hildegard Rogel (* 4. März 1937 in Schweinfurt) ist eine deutsche ehemalige Politikerin der SPD.

## Leben und Werdegang
Nach dem Besuch des Gymnasiums studierte Rogel Germanistik, Geschichte und Theologie an der Universität Würzburg, später folgte das Lehramt. 1963 legte sie das erste, zwei Jahre später das zweite Staatsexamen für den höheren Schuldienst in Lüneburg ab, daraufhin arbeitete sie als Lehrerin im Landschulheim Marienau. 1969 zog sie nach Kaiserslautern, wo sie an verschiedenen Gymnasien unterrichtete. Sie amtierte als Oberstudienrätin.
Rogel ist Mutter von drei Kindern. Sie ist Mitglied mehrerer Sportvereine, darunter der 1. FC Kaiserslautern, und sie war erste Vorsitzende des Trägervereins Frauenzuflucht Kaiserslautern. 2006 wurde sie für ihre langjährige Zugehörigkeit zum Stadtrat mit der Stadtplakette in Silber geehrt.

## Politik
1970 trat Rogel in die SPD ein. Dort gehörte sie dem Landesausschuss an und war Vorsitzende des Unterbezirks der Arbeitsgemeinschaft sozialdemokratischer Frauen. 1977 zog sie in den Stadtrat von Kaiserslautern ein, dem sie bis 2004 angehörte und in dem sie 1987 zur Fraktionsvorsitzenden aufstieg. Von 1991 bis 2001 war sie Abgeordnete im rheinland-pfälzischen Landtag. In diesen wurde sie bei den Wahlen 1991 und 1996 im Wahlkreis Kaiserslautern I direkt gewählt.

## Ehrung
Das Land Rheinland-Pfalz ehrte sie 2001 mit der Verleihung der Freiherr-vom-Stein-Plakette.